# 琴の郷栄一
琴の郷 栄一（ことのくに えいいち、1951年1月3日 - 1993年10月2日）は、北海道札幌市北区出身で佐渡ヶ嶽部屋に所属した元大相撲力士。本名は佐々木 秀樹（ささき ひでき）。178cm、120kg。最高位は西十両11枚目。得意技は左四つ、下手投げ。

## 経歴
1966年3月場所初土俵、1973年11月場所に十両昇進。幕下に陥落していた1974年9月場所は、幕下優勝決定戦で千代の富士に敗れている。1980年1月場所限りで引退（廃業）。

## 主な成績
- 通算成績：303勝277敗25休 勝率.522
- 十両成績：14勝24敗7休 勝率.368
- 現役在位：84場所
- 十両在位：3場所
- 各段優勝
  - 幕下優勝：1回（1977年11月場所）

### 場所別成績
| | 一月場所 初場所（東京） | 三月場所 春場所（大阪） | 五月場所 夏場所（東京） | 七月場所 名古屋場所（愛知） | 九月場所 秋場所（東京） | 十一月場所 九州場所（福岡） |
| --- | ----------------------- | ----------------------- | ----------------------- | --------------------------- | ----------------------- | --------------------------- |
| 1966年 （昭和41年） | x                       | （前相撲）              | 東序ノ口27枚目 4–3      | 西序二段73枚目 1–6          | 東序二段100枚目 3–4     | 西序二段90枚目 2–5          |
| 1967年 （昭和42年） | 西序二段91枚目 4–3      | 西序二段54枚目 2–5      | 東序二段125枚目 3–4     | 西序二段116枚目 6–1         | 東序二段52枚目 4–3      | 西序二段22枚目 4–3          |
| 1968年 （昭和43年） | 東序二段7枚目 4–3       | 東三段目87枚目 3–4      | 東序二段筆頭 4–3        | 東三段目79枚目 4–3          | 西三段目61枚目 1–6      | 東三段目89枚目 3–4          |
| 1969年 （昭和44年） | 西三段目92枚目 4–3      | 西三段目73枚目 4–3      | 東三段目56枚目 3–4      | 西三段目62枚目 5–2          | 西三段目30枚目 4–3      | 東三段目19枚目 2–5          |
| 1970年 （昭和45年） | 西三段目39枚目 4–3      | 西三段目26枚目 4–3      | 西三段目11枚目 3–4      | 東三段目18枚目 4–3          | 西三段目6枚目 3–4       | 東三段目17枚目 3–4          |
| 1971年 （昭和46年） | 西三段目27枚目 4–3      | 西三段目16枚目 5–2      | 東幕下54枚目 4–3        | 東幕下50枚目 5–2            | 西幕下27枚目 3–4        | 西幕下32枚目 4–3            |
| 1972年 （昭和47年） | 東幕下27枚目 2–5        | 東幕下42枚目 4–3        | 東幕下36枚目 2–5        | 東幕下53枚目 4–3            | 東幕下47枚目 3–4        | 東幕下56枚目 4–1–2          |
| 1973年 （昭和48年） | 東幕下48枚目 4–3        | 西幕下40枚目 5–2        | 西幕下24枚目 4–3        | 東幕下19枚目 6–1            | 東幕下7枚目 6–1         | 西十両13枚目 5–10           |
| 1974年 （昭和49年） | 西幕下6枚目 3–4         | 西幕下10枚目 1–6        | 西幕下38枚目 3–4        | 東幕下47枚目 3–4            | 西幕下57枚目 7–0        | 東幕下10枚目 2–5            |
| 1975年 （昭和50年） | 西幕下26枚目 5–2        | 東幕下18枚目 1–2–4      | 東幕下40枚目 5–2        | 東幕下24枚目 3–4            | 西幕下31枚目 4–3        | 東幕下26枚目 4–3            |
| 1976年 （昭和51年） | 西幕下22枚目 4–3        | 西幕下17枚目 4–3        | 東幕下13枚目 6–1        | 西幕下2枚目 2–5             | 西幕下13枚目 3–4        | 西幕下19枚目 2–5            |
| 1977年 （昭和52年） | 東幕下40枚目 6–1        | 東幕下16枚目 4–3        | 西幕下10枚目 5–2        | 東幕下4枚目 3–4             | 西幕下9枚目 3–4         | 東幕下15枚目 優勝 7–0       |
| 1978年 （昭和53年） | 西十両11枚目 7–8        | 東幕下2枚目 4–3         | 東十両13枚目 2–6–7      | 東幕下14枚目 3–4            | 東幕下21枚目 3–4        | 西幕下30枚目 5–2            |
| 1979年 （昭和54年） | 西幕下19枚目 1–1–5      | 西幕下38枚目 6–1        | 東幕下14枚目 3–4        | 東幕下21枚目 3–4            | 西幕下30枚目 3–4        | 東幕下40枚目 4–3            |
| 1980年 （昭和55年） | 東幕下31枚目 引退 0–0–7 | x                       | x                       | x                           | x                       | x                           |
| 各欄の数字は、「勝ち-負け-休場」を示す。 優勝 引退 休場 十両 幕下 三賞：敢=敢闘賞、殊=殊勲賞、技=技能賞 その他：★=金星 番付階級：幕内 - 十両 - 幕下 - 三段目 - 序二段 - 序ノ口 幕内序列：横綱 - 大関 - 関脇 - 小結 - 前頭（「#数字」は各位内の序列） |                         |                         |                         |                             |                         |                             |

## 改名歴
琴の郷は実に16回の改名をしている。
- 佐々木（ささき）1966年3月場所
- 芦ノ花（あしのはな）1966年5月場所 - 1966年11月場所
- 芦乃花（あしのはな）1967年1月場所
- 芦ノ花（あしのはな）1967年3月場所 - 1968年9月場所
- 芦の花（あしのはな）1968年11月場所 - 1969年3月場所
- 芦ノ花（あしのはな）1969年5月場所 - 1969年9月場所
- 芦の花（あしのはな）1969年11月場所
- 芦ノ花（あしのはな）1970年1月場所 - 1970年7月場所
- 芦の花（あしのはな）1970年9月場所 - 1970年11月場所
- 芦ノ花（あしのはな）1971年1月場所 - 1971年9月場所
- 芦の花（あしのはな）1972年3月場所
- 芦ノ花（あしのはな）1972年3月場所
- 芦の花（あしのはな）1972年5月場所
- 芦ノ花（あしのはな）1972年7月場所 - 1973年1月場所
- 琴の郷 秀樹（ことのさと ひでき）1973年3月場所 - 1976年3月場所
- 琴の郷 栄一（ことのさと ひでき）1976年5月場所 - 1980年1月場所